# QBU-88
QBU-88은 1997년 중국에서 개발한 저격소총이다.

## 같이 보기
- 저격소총 목록